# Урбаново (Великопольське воєводство)
Урбаново (пол. Urbanowo, нім. Urbanowo, 1939-45: Laubdorf) — село в Польщі, у гміні Опалениця Новотомиського повіту Великопольського воєводства.
Населення — 431 особа (2011).
У 1975-1998 роках село належало до Познанського воєводства.

## Демографія
Демографічна структура станом на 31 березня 2011 року:
|          | Загалом | Допрацездатний вік | Працездатний вік | Постпрацездатний вік |
| -------- | ------- | ------------------ | ---------------- | -------------------- |
| Чоловіки | 219     | 54                 | 147              | 18                   |
| Жінки    | 212     | 44                 | 128              | 40                   |
| Разом    | 431     | 98                 | 275              | 58                   |